# Den svenske disco
 (octobre 2017).
Si vous disposez d'ouvrages ou d'articles de référence ou si vous connaissez des sites web de qualité traitant du thème abordé ici, merci de compléter l'article en donnant les références utiles à sa vérifiabilité et en les liant à la section « Notes et références ».
Albums de Slagsmålsklubben
Fest I Valen
(2001) Sagan om konungens årsinkomst
(2004)
Den svenske disco (en français : la disco suédoise) est le second album du groupe d'electro-pop suédois Slagsmålsklubben, sorti en 2003.
Après Fest I Valen, leur premier album studio très minimaliste, Den svenske disco marque le véritable début de la carrière de Slagsmålsklubben.
Les morceaux sont généralement constitués de quatre à cinq pistes jouées par des synthétiseurs analogiques, accompagnés de boîtes à rythmes et parfois de bribes de voix.
L'influence de la 8-bitpop est très nette, même si on peut y déceler des traces de dance, de ska (Vi och Olle), et même de musique traditionnelle (SMK hittar munspelet).
Bien qu'oscillant entre kitsch et rétro, cet album livre une conception fondamentalement novatrice de la musique électronique.

## Liste des titres
Toutes les chansons sont écrites et composées par Slagsmålsklubben.
| 1.    | Övningsköra                              | 3:21 |
| 2.    | Tjeckien, Slovakien och tillbaks igen    | 4:16 |
| 3.    | Wellington Sears                         | 3:34 |
| 4.    | Vi och Olle                              | 2:35 |
| 5.    | Kinematografen                           | 1:30 |
| 6.    | Svenska tennis                           | 2:11 |
| 7.    | Hit Me Hard                              | 2:54 |
| 8.    | Rörmokarhäng                             | 3:18 |
| 9.    | USSR                                     | 3:36 |
| 10.   | SMK hittar munspelet                     | 3:15 |
| 11.   | I Don't Miss You Rävbur                  | 2:37 |
| 12.   | Stora farliga rymdprojektet går åt pipan | 3:21 |
| 36:28 |                                          |      |